# Флаг Нижнекамского района
Флаг муниципального образования «Нижнека́мский муниципальный район» Республики Татарстан Российской Федерации — опознавательно-правовой знак, служащий официальным символом муниципального образования.
Флаг утверждён 9 июня 2006 года и внесён в Государственный геральдический регистр Российской Федерации с присвоением регистрационного номера 2400.

## Описание
«Флаг Нижнекамского муниципального района представляет собой прямоугольное полотнище с отношением ширины к длине 2:3, разделённое по вертикали на три полосы: синего, жёлтого и зелёного цветов. Жёлтая полоса составляет 1/5 длины флага и расположена между равными по длине полосами синего и зелёного цветов. На жёлтой полосе расположена зелёная графическая композиция, образованная стилизованными изображениями сосны и солнца».

## Обоснование символики
Флаг Нижнекамского муниципального района разработан на основе герба, который языком символов и аллегорий отражает исторические, географические и культурные особенности края.
На флаге района аллегорически показана река Кама, давшая название городу. Кама — самый крупный приток Волги, по течению которой созданы три водохранилища. Самое большое из них — Нижнекамское, образованное плотиной одноимённой ГЭС. Река отражена серебряными волнами и переменой цвета: синий-жёлтый-зелёный.
Силуэт сосны и солнце символизируют благоприятные природные условия для жизни в данном регионе.
Летящие птицы также символизирует духовный подъём, энергию и созидание.
Белый цвет (серебро) — чистота родниковой воды, совершенство, благородство, взаимопонимание.
Жёлтый цвет (золото) — символ урожая, богатства, стабильности, уважения и интеллекта.
Синий цвет (лазурь) символизирует честь, славу, преданность, истину.
Зелёный цвет — символ природы, здоровья и жизненного роста.

## См. также

Флаги муниципальных образований Нижнекамского района
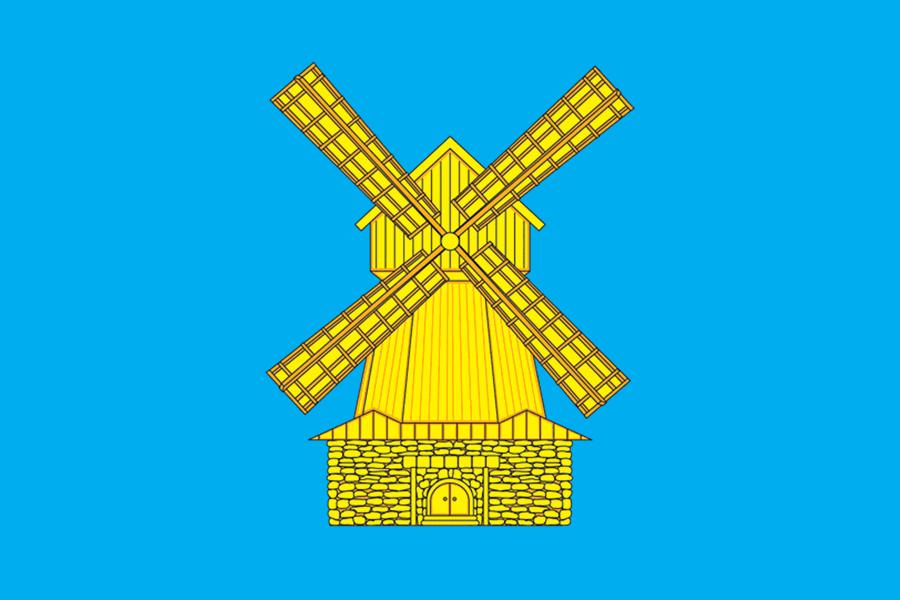
Флаг муниципального образования «посёлок городского типа Камские Поляны»
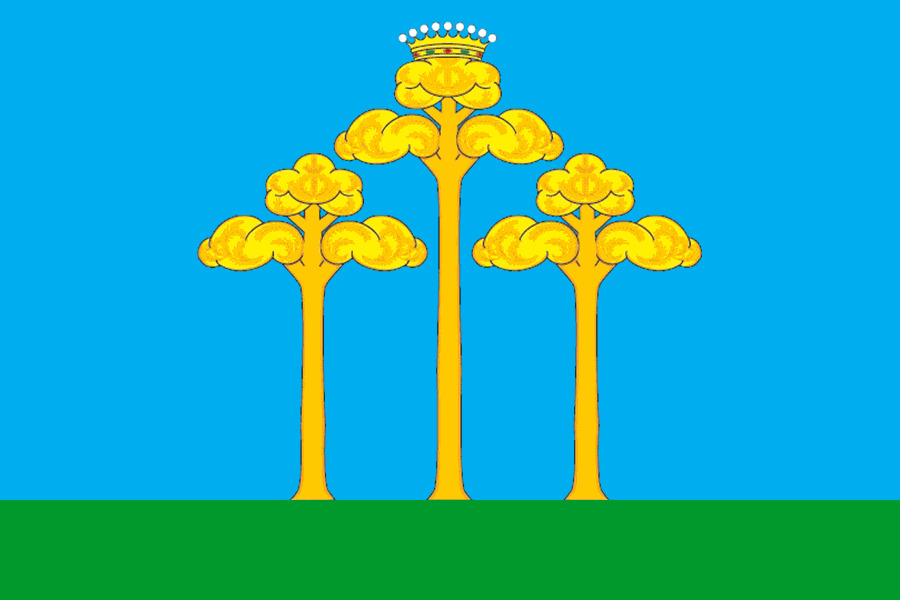
Флаг Шереметьевского сельского поселения